# Farmers and Merchants Union Bank (Columbus, Wisconsin)
La Farmers and Merchants Union Bank è un edificio commerciale storico situato al 159 West James Street a Columbus, negli Stati Uniti. Costruito nel 1919, è l'ultimo degli otto edifici bancari "jewel box" progettati da Louis Sullivan e il penultimo ad essere costruito. È stato dichiarato monumento storico nazionale nel 1976 per la sua architettura.

## Descrizione e storia
La Farmers and Merchants Union Bank si trova nel centro di Columbus, all'angolo sud di West James Street e South Dickason Boulevard. È un edificio a un solo piano di altezza, con l'esterno rifinito in mattoni di tapisserie con dettagli in marmo e terracotta. La facciata principale è larga due campate, con l'ingresso dell'edificio nella campata destra. Sopra queste campate c'è un'elaborata soglia di marmo intagliato, sopra la quale una finestra rotonda di vetro colorato è incorniciata da una ghirlanda di pietra. Il lato dell'edificio, rivolto verso South Dickason, ha una fascia di cinque finestre. L'interno è piccolo ma spazioso, con una fila di sportelli bancari sul lato sinistro.
L'edificio fu progettato da Sullivan nel 1919 e la sua costruzione fu supervisionata personalmente da lui. Fu l'ultimo dei suoi cosiddetti progetti "jewel box" di piccoli edifici bancari nelle piccole comunità del Midwest e il secondo-ultimo ad essere completato. È uno dei due progetti di Sullivan in Wisconsin; l'altro, la Harold C. Bradley House, è anch'esso un monumento storico nazionale. Il progetto di questa banca è completamente documentato nel libro di Sullivan del 1924 "A System of Architectural Ornament", pubblicato poco prima della sua morte.